# 金氏貝屬
金氏貝屬（學名：Kingena）是金氏貝科金氏貝亞科下已滅絕的一個屬，生存於白堊紀至始新世的海洋中，在淺海石灰岩中是一類很常見的腕足動物。它們利用短而厚實且多肉的肉莖附著在堅實的基層上。

## 特徵
這種中等大小的穿孔貝有凸起的殼，殼形從圓形到五邊形都有，背殼上有寬而淺的褶皺，腹殼上則有些微凹陷。肉莖短小並稍向後彎曲。背殼上有明顯的中間隔膜。殼上有纖細的生長線和微小的顆粒。

## 物種[1]
- Kingena concinna Owen, 1970
- Kingena limburgica Simon, 2005
- Kingena mesembrina Etheridge, 1913
- Kingena mesmebrinus Etheridge, 1913
- Kingena pentangulata Woodward, 1833

## 外部連結
- Kingena in the Paleobiology Database